# Monumento a Józef Piłsudski en Turek
El monumento a Józef Piłsudski en Turek es una escultura erigida en la ciudad de Turek (Polonia), en el Parque de Żermina Składkowska. 

## Características
La escultura fue esculpido por Józef Gosławski durante de su estancia en Italia. El monumento fue diseñado con motivo del concurso organizado por Sociedad de Adam Mickiewicz en Roma en 1936. La copia fue encargado por órganos del poder de Turek y fue inaugurado en 1990 en esta ciudad.
El monumento exhibe a busto del mariscal Józef Piłsudski llevando su uniforme. En el pie del monumento se muestra la inscripción: EL MARISCAL JÓZEF PIŁSUDSKI 1867-1935 HONORARIO CIUDADANO DE TUREK (polaco: MARSZAŁEK JÓZEF PIŁSUDSKI 1867-1935 HONOROWY OBYWATEL MIASTA TURKU).